# Alain Corneau
Alain Corneau (Meung-sur-Loire, 7 de junho de 1943 — Paris, 30 de agosto de 2010) foi um ator e cineasta francês.

## Biografia
Filho de um veterinário rural, cresceu nas beiras do rio Loire. Com sólida formação musical, Alain Corneau quis fazer uma carreira no jazz, mas findou estudando cinema no IDHEC (Institut de hautes études cinématographiques), hoje chamado ‘’La Fémis’’. Em 1960, encontrou a famosa "Ninique de Colombes", onde começou seus estudos cinematográficos. Fascinado pelo cinema americano, Courneau destacou-se no entanto em gêneros os mais diversos, desde a vasta composição épica em "Fort Saganne" até o intimismo psicológico do "Les mots bleus", no qual o frequente confronto ao outro ou a um país diferente demonstra uma busca constante de identidade e auto-estima.
Inicialmente, sua carreira foi marcada pelo gênero policial, seus filmes sendo então muitas vezes considerados como homenagens ao ‘’film noir’’ americano, mas aprofundando a psicologia dos personagens. Após três sucessos comerciais apreciáveis, realizou um filme de ação, "Série negra", marcando o cinema francês graças à maneira como ele dirigiu os atores Patrick Dewaere, Marie Trintignant, Myriam Boyer e Bernard Blier.
Em seguida, adaptou um romance histórico de Louis Gardel: Fort Saganne,tendo como atores Gérard Depardieu e Catherine Deneuve, realizando na época o filme mais caro do cinema francês. Apesar das difíceis condições de trabalho no deserto da Mauritânia, Alain Corneau soube conservar o sentido épico e a duração do romance.
Mudou radicalmente de atmosfera, de lugar e de dimensão, adaptando o Nocturne indien de Antonio Tabucchi: a Índia, uma pequena equipe, um orçamento escasso, e, um tratamento intimista permitiram-lhe de se dedicar inteiramente a um tema que já abordara um pouco em seus filmes precedentes: o da imprecisão em torno da identidade dos personagens, de suas demandas nunca benfazejas para evitá-la e enfim poder se encontrar.
Com o filme Tous les matins du monde (Todas as manhãs do mundo), adaptado de um romance de Pascal Quignard, onde a música é o primeiro personagem, Alain Corneau obteve sucesso e críticas inesperados, apesar do tema um tanto austero que ele aborda: a história de um violista do século XVII tratada sem ostentação por um Jean-Pierre Marielle no apogeu de sua arte. Ele ganhou o prêmio César do melhor filme e o prêmio do melhor diretor.
Deu novo mergulho num mundo estrangeiro, desta vez o japonês, fazendo a adaptação do filme Stupeur et tremblements, escrito pela escritora belga Amélie Nothomb, cuja heroína parece mostrar uma identidade bem mais madura e um melhor distanciamento do meio ambiente do que os personagens dos seus primeiros filmes.
EM 2004 toda a sua obra cinematográfica foi distinguida com o prêmio René Clair, pela Academia Francesa.
Em 2006, Grégory Marouzé consagrou-lhe um documentário, Alain Corneau, du noir au bleu (Alain Corneau, do negro ao azul), retraçando a carreira do cineasta, abordando sua maneira de dirigir os atores, suas influências e seus temas fundadores.
Em 2010, recebeu o Prêmio Henri-Langlois pela exemplaridade de suas escolhas e de seu itinerário cinematográfico, que lhe permitiram mesclar, com sutileza, filmes de gêneros muito distintos onde os heróis buscam uma iniciação sempre cheia de uma grande espiritualidade, associando humildade e generosidade para com o outro.
Morreu na noite de 29 para 30 de agosto de 2010, em consequência de um câncer dos pulmões.
Seus últimos companheiros na estrada cinematográfica homenagearam-no, evocando um grande homem do cinema, um homem absolutamente adorável, engraçado, entusiasta, realmente excecional (Kristin Scott Thomas) e alguém que se tornou um mestre, um incrível apaixonado, Patrick Mille. Em 4 de setembro de 2010, seus parentes e amigos deram-lhe adeus ao som do piano e da viola de gamba, a ele o autor apaixonado pela música, sepultado no Cemitério do Père Lachaise, divisão 45, ao lado de Marie Trintignant (morta em 2003). O músico catalão Jordi Savall abriu a cerimônia fúnebre nos través do cemitério, tocando peças de Marin Marais o compositor do século XVIII ao qual o cineasta rendeu homenagem no seu filme « Tous les matins du monde », recompensado com 7 Césars (prêmio atribuído aos filmes franceses pela profissão) em 1992, entre os quais o César da melhor música.

## Busca de identidade, de si e das diferenças
Toda a sua obra foi realizada como uma busca de identidade, construída pela aceitação das diferenças. Ele confessou:
"O que hoje me perturba, especialmente no ambientalismo atual, é tudo o que é muito definido, busca a chamada pureza pessoal, purezas de civilizações… Tudo isto me causa um pânico completo. É uma palavra que me faz medo porque costuma levar ao fundamentalismo. Supondo que aceitamos as diferenças, todo tipo de influência, que somos feitos de montes de coisas, neste caso não mais sentimos perigo, estamos preparados para aceitar até coisas que não compreendemos. Uma coisa que não compreendo, aceito-a mil vezes mais do que uma coisa que eu compreendo."

## Vida privada
Era o companheiro da cineasta e escritora Nadine Trintignant.

## Filmografia

### Realizador

#### Longas-metragens
- 1974: France société anonyme (França e Sociedade anônima)
- 1976: Police Python 357
- 1977: La Menace (A Ameaça)
- 1979: Série noire (Série negra)
- 1981: Le Choix des armes (A Escolha das armas)
- 1984: Fort Saganne (Forte Saganne)
- 1986: Le Môme (O Garoto)
- 1987: Afghanistan, le Pays Interdit - episódio da série de TV Médecins des Hommes (Afeganistão, o País Interdito)
- 1989: Nocturne indien (Noturno indiano)
- 1991: Tous les matins du monde (Todas as manhãs do mundo)
- 1992: Patrick Dewaere, documentário de Marc Esposito onde Alain Corneau aparece como testemunha
- 1995: Le Nouveau Monde (O Novo mundo)
- 1997: Le Cousin (O Primo)
- 2000: Le Prince du Pacifique (O Príncipe do Pacífico)
- 2002: Stupeur et tremblements (Estupor e tremores)
- 2005: Les Mots bleus (As Palavras azuis)
- 2007: Le Deuxième Souffle (O Segundo Fôlego)
- 2010: Crime d'amour (Crime de amor)

#### Curtas-metragens, televisões, diversos
- 1969: Le jazz est-il dans Harlem? (O Jazz está no Harlem?)
- 1987: Afghanistan, le Pays Interdit - episódio da série de TV[7]
- 1991: Contre l'oubli - segmento Ali Muhammad al-Qajiji, Lybie (Contra o esquecimento-segmento Ali Muhammad al-Qajiji, Líbia)
- 1995: Les enfants de Lumière (As crianças de Lumière)
- 1995: Lumière et compagnie (Lumière e companhia)

### Assistente-realizador
- 1969: Istanbul, mission impossible (Istambul, missão impossível), (Target Henry), de Roger Corman
- 1969: Le temps de vivre (O tempo de viver), de Bernard Paul
- 1970: L'Aveu (A Confissão), de Costa-Gavras
- 1970: Élise ou la vraie vie (Elise ou a vida verdadeira), de Michel Drach
- 1970: Un été sauvage (Um verão selvagem), de Marcel Camus
- 1970: Le Mur de l'Atlantique (O Muro do Atlântico]], de Marcel Camus
- 1971: Ça n'arrive qu'aux autres (Isto só ocorre com os outros), de Nadine Trintignant
- 1974: Les deux mémoires (As duas memórias, de Jorge Semprún

## Box-office
- ’’France société anonyme (França sociedade anônima), 1974: 71 243 entradas
- Police Python 357, 1976: 1 464 582 entradas
- La Menace (A Ameaça), 1977: 1 346 966 entradas
- Série noire (Série negra), 1979: 890 578 entradas
- Le Choix des armes (A Escolha das armas), 1981: 787 299 entradas
- Fort Saganne, 1984: 2 157 767 entradas*Le Môme (O Garoto), 1986: 665 730 entradas
- Nocturne indien (Noturno indiano), 1989: 452 152 entradas
- Tous les matins du monde (Todas as manhãs do mundo), 1991: 2 152 966 entradas
- Le Nouveau Monde’’ (O Novo Mundo), 1995: 155 103 entradas
- Le Cousin (O Primo), 1997: 856 606 entradas
- Le Prince du Pacifique (O Príncipe do Pacífico), 2000: 1 028 640 entradas
- Stupeur et Tremblements (Estupor e temores), 2002: 416 303 entradas
- Les Mots bleus (As Palavras azuis), 2005: 140 854 entradas
- Le Deuxième Souffle O Segundo Fôlego), 2007: 493 255 entradas
- Crime d'amour (Crime de amor), 2010: 176 475 entradas

## Prêmios
- 1991: Prêmio Louis-Delluc pelo filme Tous les matins du monde (Todas as manhãs do mundo)
- 1992: César do melhor filme e César de melhor diretor pelo filme Tous les matins du monde (Todas as manhãs do mundo)
- 2004: Prêmio René Clair
- 2010: Prêmio Henri-Langlois